# Kovači
Kovači är en ort i Bosnien och Hercegovina.   Den ligger i entiteten Federationen Bosnien och Hercegovina, i den centrala delen av landet, 70 km norr om huvudstaden Sarajevo. Kovači ligger 364 meter över havet och antalet invånare är 6 410.
Terrängen runt Kovači är lite kuperad. Närmaste större samhälle är Zavidovići, 4,4 km väster om Kovači. 
I omgivningarna runt Kovači växer i huvudsak blandskog. Runt Kovači är det ganska tätbefolkat, med 93 invånare per kvadratkilometer.